# Морђе (Кјети)
Морђе (итал. Morge) је насеље у Италији у округу Кјети, региону Абруцо.
Према процени из 2011. у насељу је живело 32 становника. Насеље се налази на надморској висини од 309 м.